# Alkanna cordifolia
Alkanna cordifolia är en strävbladig växtart som beskrevs av C. Koch. Alkanna cordifolia ingår i släktet Alkanna och familjen strävbladiga växter. Inga underarter finns listade i Catalogue of Life.